# 旗幟列表
本表以國家與地區的旗幟為主的旗幟列表。

## 國家國旗
- 國家國旗共有洲域、拼音、注音與英文四種排列，可點選右方表格內的排列方式來選擇適合查詢方法。
- 共有196個政治實體（主權國家）的國旗，其中193個國家為聯合國會員國、2個聯合國觀察員國（梵蒂岡、巴勒斯坦）、1個聯合國觀察員實體（馬耳他騎士團）。
- 其中國旗連結為介紹國旗涵義與格式，表格中比例（如1:2）則是國旗的長寬比例。
- 關於國旗或國徽的由來及使用規則請參見國旗及國徽。
- 世界上有許多國家因為彼此歷史或文化淵源相近，使得國旗的設計方式相似，下表為各國設計國旗的類型。

| 旗幟 | 設計類型             | 解釋 | 旗幟稱呼                                       |
| ---- | -------------------- | --- | ---------------------------------------------- |
|      | 星月旗               | 弦月與星星原為鄂圖曼土耳其帝國使用，由於帝國的壯大使得該標誌流傳阿拉伯及北非地區，後為伊斯蘭教國家採用。                                                                           | 土耳其國旗，此旗為始祖。                       |
|      | 泛斯拉夫色旗         | 由於俄羅斯協助在巴爾幹半島上同屬於斯拉夫民族的國家獨立，於是該旗多為斯拉夫國家採用。                                                                                               | 俄羅斯國旗，此旗為始祖。                       |
|      | 泛非洲色旗           | 綠黃紅三色為主，很多非洲國家採用。由於衣索比亞為歷史悠久，而且除二戰外，一直保持主權獨立，所以其旗幟被很多非洲國家採用。                                                           | 前衣索比亞國旗，此旗為始祖。                   |
|      | 泛阿拉伯色旗         | 該旗為漢志王國發動獨立戰爭時所用旗幟，後為該國國旗。其中紅色代表哈希姆家族、白色代表倭馬亞王朝、黑色代表阿拔斯王朝、綠色代表法蒂瑪王朝。很多阿拉伯國家採用。                       | 漢志王國國旗，此旗為始祖。                     |
|      | 泛共產主義旗         | 红色與五角星，被很多社会主義國家採用。 | 蘇聯國旗，此旗為始祖。                         |
|      | 泛中美洲聯邦色旗     | 藍色代表加勒比海和太平洋，白色代表和平，很多前中美洲聯邦的會員國採用。 | 中美洲聯邦國旗，此旗為始祖。                   |
|      | 泛米蘭達色旗         | 該旗為米蘭達於南美獨立運動所用的旗幟，其中紅色是南美洲，黃色是西班牙，藍色是海。後為前大哥倫比亞共和國的會員國採用。                                                               | 米蘭達三色旗，此旗為始祖。                     |
|      | 北歐十字旗           | 北歐諸國採用。 | 丹麥國旗，此旗為始祖。                         |
|      | 橫三色旗             | 該旗為荷蘭獨立戰爭使繪製，取自荷蘭王室家徽中的三色。由於辨識度高且易繪製，為世界上許多國家採用。                                                                                   | 前荷蘭國旗，此旗為始祖。                       |
|      | 縱三色旗             | 法國大革命後廢除紋章旗幟改用簡單的三色旗，部分國家的國旗亦受其影響。 | 法國國旗，此旗為始祖。                         |
|      | 南十字星旗           | 很多大洋洲國家採用。南十字星或諸星代表南太平洋，星星代表島嶼。米字旗則代表前英國殖民地，象徵為英联邦成員。                                                                         | 澳大利亞國旗，此旗為始祖。                     |
|      | 米字旗               | 很多英聯邦（前大英帝國殖民地）國家採用。米字旗，也被称为聯合傑克（Union Jack），為英格蘭、蘇格蘭、愛爾蘭旗幟疊加而成。將其置於藍地或紅地的左上4份之1面積，即分別成藍船旗和紅船旗。 | 英國國旗及其衍生的藍船旗、紅船旗，此旗為始祖。 |
|      | 非洲之星             | 自由黑人象徵，非洲國家常採用。 | 迦納國旗，此旗為始祖。                         |
|      | 五月的太陽           | 陽光穿透烏雲，代表好的徵兆，部分南美洲國家採用。 | 阿根廷國旗，此旗為始祖。                       |
|      | 星條旗               | 红白相间的宽条為底，左上角為包含了白色五角星的蓝色长方形的旗幟。 | 美國國旗，此旗為始祖。                         |
|      | 清真言旗             | 襯托著綠色或者白色的背景。以阿拉伯文书法三一體，自右向左念即为清真言。 | 內志旗，此旗為始祖。                           |
|      | 淺藍色背景，白色圖案 | 一幅以北極點為中心、方位角等距離的平面投影世界地圖。白色聯合國徽章圖案由交叉的橄欖枝組成的花環相托，置於淺藍色底旗之正中。                                                         | 聯合國旗幟，此旗為始祖。                       |

## 其他政治實體旗幟
- 有關於自治或分離運動請參見自治或分離運動旗幟列表。
- 有關於私人國家請參見私人國家旗幟列表。

- 阿布哈兹国旗
- 南奥塞梯国旗
- 摩洛希亚共和国私人国家旗帜
- 西兰公国私人国家旗帜

## 國際組織會旗
- 國際組織會旗附上縮寫。根據性能分為綜合性(一般政治性)和專門性(經濟、體育或科學)兩種。
- 關於國際組織分佈情形請參見國際組織。
- 共有政經社組織、聯合國機構、國際金融、國際運動及童軍組織會旗。

- 聯合國會旗
- 海灣阿拉伯國家合作委員會會旗
- 奧林匹克運動會會旗
- 北約旗

## 属地旗幟
- 諾福克島旗（澳大利亞）
- 格陵蘭旗（丹麥）
- 荷屬安地列斯旗（荷蘭）
- 福克蘭群島旗（英國）

## 各國行政區旗幟
- 國家行政區旗幟以一級行政區或特殊行政區為主（州旗、省區旗、省旗、縣旗或郡旗，市旗詳見市旗列表）。
- 關於各國行政區劃分與命名請參見各國行政區劃。
- 其他洲域的行政區旗幟請參見右方表格。

- 約格瓦縣旗（愛沙尼亞）
- 魁北克省旗（加拿大）

## 歷史國家旗幟
- 歷史國家的旗幟為已不存在國家的國旗或代表旗。
- 國號底下的年代為使用該旗的時間而不是國祚。
- 有關於歷史國家的情形請參見已不存在的國家列表

- 普魯士王國国旗
- 美利坚联盟国国旗
- 苏联国旗
- 满洲国国旗

## 城市市旗
- 鹿特丹市旗（荷蘭）
- 魁北克市市旗（加拿大）
- 聖保羅市旗（巴西）

## 其他旗幟

### 語言旗幟
|  | 世界語旗 內容 Esperanto |

|  | 諾維亞語旗         |  | 伊多語旗               |  | 新共同語言旗 |
|  | 沃羅語旗           |  | 邏輯語旗               |  | Cánulo語旗   |
|  | Le Pommeranais語旗 |  | 西方国际语/Interlingue |  |              |

### 宗教旗帜
|  | 天主教旗       |  | 基督新教旗         |  | 普世聖公宗       |
|  | 美國聖公會旗   |  | 君士坦丁堡牧首之旗 |  | 塞爾維亞正教會旗 |
|  | 馬爾他騎士團旗 |  | 艾哈邁迪教派旗     |  | 錫克教旗         |
|  | 撒旦教旗       |  | 德魯士教派旗       |  | 大衛教派旗       |
|  | 國際佛教旗     |  | 救世軍教派旗       |  | 噶舉派旗         |

### 性別旗幟
|  | 双性恋自豪旗帜 |  | 跨性別旗   |  | 彩虹旗 （同性戀驕傲旗幟） |
|  | 泛性戀自豪旗幟 |  | 無性戀旗幟 |  | 雙性人自豪旗幟            |

### 极端組織旗幟
|  | 蓋達組織旗         |  | 塔利班旗             |  | 伊斯蘭國旗 |
|  | 索馬利亞青年黨戰旗 |  | 索馬利亞青年黨領袖旗 |  | 海盜旗     |

### 其他分類旗幟
|  | 地球之旗                |  | 火星旗                      |  | 朝鮮半島 統一旗              |
|  | 非裔美國人旗            |  | 拉丁美裔人旗                |  | 玻利維亞原住民驕傲旗 Wiphala |
|  | 盧薩蒂亞旗 （德波邊界） |  | 阿卡迪亞旗 （北美洲東北部） |  | 帕達尼亞旗 （義大利北部）    |
|  | 無政府 工聯主義旗       |  | 納粹黨旗                    |  | 雪山獅子旗（西藏）           |
|  | 羅興亞旗                |  |                             |  |                              |